# Surfonds
Surfonds település Franciaországban, Sarthe megyében. Lakosainak száma 339 fő (2022. január 1.). Surfonds Le Breil-sur-Mérize, Bouloire, Ardenay-sur-Mérize, Challes és Val-de-la-Hune községekkel határos.

## Népesség
A település népessége az elmúlt években az alábbi módon változott:
| Lakosok száma | 345  | 344  | 348  | 340  | 340  | 339  | 339  | 339  | 339  |
|               | 2013 | 2015 | 2016 | 2017 | 2018 | 2019 | 2020 | 2021 | 2022 |